# Karl Deusch
Karl Deusch (* 4. Juli 1897 in St. Georgen im Schwarzwald; † 22. Oktober 1985 ebenda) war ein deutscher Uhrmacher und Politiker (BCSV, CDU). Er gehörte dem Badischen Landtag von 1947 bis 1952 an.

## Leben und Beruf
Deusch wuchs in St. Georgen auf, wo er auch die meiste Zeit seines Lebens verbrachte. Er besuchte die Volks- und Gewerbeschule und nahm am Ersten Weltkrieg teil. Wie schon sein Vater war auch er als Uhrmacher tätig. In der Zeit vor 1933 gehörte er dem Evangelischen Volksdienst und der Christlichen Gewerkschaft an.

## Politik
In der Vorkriegszeit gehörte Deusch dem Bürgerausschuss von St. Georgen an. 1946 beteiligte er sich an der Gründung der BCSV in St. Georgen. Im selben Jahr wurde er in den Gemeinderat gewählt. Bei der Landtagswahl 1947 zog er über ein Mandat im Wahlkreis Wolfach-Villingen in den Badischen Landtag ein, wo er dem Sozialausschuss angehörte. Kurz nach seinem Einzug in den Landtag ging die BCSV in der CDU auf, der Deusch nunmehr angehörte. Sein Mandat im Landtag endete mit dessen Auflösung zum 30. Mai 1952.